# Cryptus obscurus
Cryptus obscurus är en stekelart som beskrevs av Johann Ludwig Christian Gravenhorst 1829. Cryptus obscurus ingår i släktet Cryptus, och familjen brokparasitsteklar. Arten är reproducerande i Sverige.